# Time Crisis
Time Crisis est une série de jeux vidéo de type rail shooter développée et éditée par Namco. Apparue en 1995, il s'agit de jeux de tir très populaires qui sortent traditionnellement sur borne d'arcade puis sont adaptés sur console, notamment sur la gamme PlayStation.

## Caractéristique de la série
La principale différence avec les autres jeux de ce type réside dans la présence d'une pédale qui permet d'attaquer ou de se cacher. Si la pédale est enfoncée, le personnage est sous le feu de l'ennemi, mais peut riposter. Si la pédale est relâchée, il reste caché mais ne peut pas tirer. Un compte à rebours, qui se recharge à chaque fois qu'une zone est « nettoyée », empêche le joueur de rester trop longtemps camouflé. En somme, le gameplay qui en résulte force le joueur à tirer rapidement à vue sur les ennemis. La pédale sert ainsi à esquiver les dangers.

## Vue d'ensemble
Dans chaque jeu de la série, un danger mortel menace le monde. La V.S.S.E. (Vital Situation, Swift Elimination), une organisation secrète de « résolution de problèmes » envoie deux de ses meilleurs éléments pour éliminer la menace. Le premier jeu de la série a trois stages divisés en quatre sections (dont une zone Boss) chacun. Le deuxième et le troisième épisode ont trois stages divisés cette fois-ci en trois sections chacun.

## Les épisodes

### Principaux
- 1995 - Time Crisis
- 2001 - Time Crisis: Project Titan
- 1998 - Time Crisis II
- 2002 - Time Crisis 3
- 2007 - Time Crisis 4
- 2015 - Time Crisis 5

### Dérivés
- 2004 - Crisis Zone
- 2009 - Time Crisis Elite (téléphone mobile)
- 2009 - Time Crisis Strike (iOS, Android)
- 2010 - Time Crisis: Razing Storm
- 2010 - Time Crisis 2nd Strike (iOS)